# 徳永昌重
徳永 昌重（とくなが まさしげ）は、江戸時代前期の大名。徳永寿昌の長男。美濃高須藩第2代藩主。

## 経歴
天正8年（1580年）、越前国で生まれた。
父と同じく豊臣秀吉に仕え、慶長3年（1598年）8月、秀吉の死に際して遺物兼光の刀を受領。
慶長5年（1600年）、徳川家康の会津征伐に父と共に従軍。
慶長10年（1605年）4月、徳川秀忠の将軍宣下の参内に供奉。
慶長16年（1611年）、禁裏普請の助役を務めた。このとき知行は5万700石。翌年7月10日に父が64歳で死去したため、その跡を継いで藩主となった。
慶長19年（1614年）、大坂冬の陣では松平忠明に配下に属して船場を守備。翌年（1615年）の夏の陣では、道明寺口で寄手に加わり、首級73を得る武功を挙げた。
元和3年（1617年）、開墾地と併せて、5万3,700石まで加増された。
寛永3年（1626年）、徳川家光の上洛に扈従し、9月6日の二条城行幸のときの参内に供奉した。
ところが、寛永5年（1628年）2月28日、大坂城二の丸の石垣普請の助役として工事の遅延の責任を取らされ、領地を没収して除封され、出羽国庄内藩主酒井忠勝に身柄を預けられ、寛永9年（1632年）、次いで同国新庄藩主戸沢政盛のもとに移された。
寛永19年（1642年）6月19日、配所にて死去した。享年63。